# Myliobatiformes
Myliobatiformes is een orde van roggen. Het werd vroeger beschouwd als een familie van de Rajiformes. Het is nu een aparte orde die bestaat uit twaalf families.

## Taxonomie
- Orde: Myliobatiformes
  - Familie: Aetobatidae (White & Naylor, 2016)
  - Familie: Dasyatidae (Pijlstaartroggen) (Jordan, 1888)
  - Familie: Gymnuridae (Vlinderroggen) (Fowler, 1934)
  - Familie: Hexatrygonidae (Zeskieuwige doornroggen) (Heemstra and Smith, 1980)
  - Familie: Mobulidae (Duivelsroggen, waaronder Reuzenmanta) (Gill, 1893)
  - Familie: Myliobatidae (Adelaarsroggen) (Bonaparte, 1838)
  - Familie: Plesiobatidae (Reuzendoornroggen of diepzeeroggen) (Nishida, 1990)
  - Familie: Potamotrygonidae (Zoetwaterroggen) (Garman, 1877)
  - Familie: Rhinopteridae (Koeneusroggen) (Jordan and Evermann, 1896)
  - Familie: Urolophidae (Doornroggen) (Müller and Henle, 1841)
  - Familie: Urotrygonidae (McEachran, Dunn & Miyake, 1996)
  -  Familie: Zanobatidae (Fowler, 1928)

Rajiformes · Torpediniformes · Rhinopristiformes · Myliobatiformes